# За стінами (фільм, 2012)
«За стінами» (фр. Hors les murs) — гей-драма 2012 року спільного виробництва кінематографістів Бельгії, Канади та Франції, поставлена режисером Девідом Ламбертом. Прем'єра стрічки відбулася 20 травня 2012 на 65-му Каннському кінофестивалі 2012 року, де він брав участь у програмі «Тиждень критиків» та отримав приз Grand Golden Rail .

## Сюжет
Брюссель, 2011 рік. Молодий піаніст Пауло (Матіла Малліаракіс) випадково зустрічає музиканта албанського походження Іліра (Гійом Гуї). Їхня зустріч стає потрясінням для обох, і вони розуміють, що це кохання з першого погляду. Ілір звик жити самотньо, він вагається і не впевнений в необхідності швидкого розвитку стосунків. Але Пауло налаштований рішуче і незабаром кидає свою дівчину та переїжджає жити до Іліра. Одного разу, після того, як Пауло присягається любити Іліра до кінця своїх днів, той від'їжджає з міста і не повертається назад. Пауло сильно переживає через зникнення Іліра, а через кілька днів дізнається, що його коханий потрапив до в'язниці...

## У ролях
| Матіла Малліаракіс    | ···· | Пауло          |
| Гійом Гуї             | ···· | Ілір           |
| Давид Салль           | ···· | Грегуар        |
| Мелісса Дезормо-Полен | ···· | Анка           |
| Флоджа Кодгелі        | ···· | сестра Іліра   |
| Кармела Локанторе     | ···· | мати Іліра     |
| Матильда Перкс        | ···· | вокаліст групи |

## Визнання
| Нагороди та номінації фільму «За стінами» | Нагороди та номінації фільму «За стінами»               | Нагороди та номінації фільму «За стінами» | Нагороди та номінації фільму «За стінами» | Нагороди та номінації фільму «За стінами» | Нагороди та номінації фільму «За стінами» |
| Рік                                       | Кінофестиваль/кінопремія                                | Категорія/нагорода                        | Номінант                                  | Результат                                 |                                           |
| ----------------------------------------- | ------------------------------------------------------- | ----------------------------------------- | ----------------------------------------- | ----------------------------------------- | ----------------------------------------- |
| 2012                                      | 65-й Каннський кінофестиваль                            | Гран-прі Тижня критиків                   | За стінами                                | Номінація                                 |                                           |
| 2012                                      | 65-й Каннський кінофестиваль                            | Золота камера                             | За стінами                                | Номінація                                 |                                           |
| 2012                                      | 65-й Каннський кінофестиваль                            | Grand Golden Rail                         | За стінами                                | Перемога                                  |                                           |
| 2012                                      | 18-й Паризький кінофестиваль ЛГБТ-кіно «Chéries-Chéris» | Приз за акторську гру                     | Матіла Малліаракіс, Гійом Гуї             | Перемога                                  |                                           |
| 2012                                      | 18-й Паризький кінофестиваль ЛГБТ-кіно «Chéries-Chéris» | Гран-прі Chéries-Chéris                   | За стінами                                | Номінація                                 |                                           |
| 2012                                      | Стокгольмський міжнародний кінофестиваль                | Найкращий фільм                           | За стінами                                | Номінація                                 |                                           |
| 2013                                      | Премія Жутра                                            | Найкращий монтаж                          | Елен Жирар                                | Номінація                                 |                                           |